# Esmaragdo de Saint-Mihiel
Esmaragdo de Saint-Mihiel, ( c. 760 - c. 826) , fue un monje benedictino y letrado de época carolingia, luego abad de Saint-Mihiel.

## Biografía
Se desconoce dónde nació; hay quien afirma que provenía de la Hispania visigoda. Por la década de 780, quizás protegido por el obispo Teodulfo de Orleans, fue ecónomo en Aquitania y luego nombrado abad de Saint-Mihiel desde el reinado de Carlomagno. Entre los años 807 y 809 participó de forma activa con Teodulfo y Arno de Salzburgo en los debates teológicos sobre la controvertida cláusula Filioque. A petición de Carlomagno, Esmaragdo trabajó en especial en allegar argumentos bíblicos a favor del Filioque, de acuerdo con el concilio de Aix en 809. Bajo el reinado de Ludovico Pío, aparece a veces como missus dominicus. En 816 es él quien prepara el gran sínodo de reforma religiosa. Sus estrechas relaciones con Ludovico le permitieron obtener cinco diplomas para su monasterio de Saint-Mihiel (fechados en 816, 824 y 826). Participó también en el debate sobre la esclavitud y la servidumbre con un punto de vista original: reclama la abolición de la esclavitud oponiéndose a Alcuino de York, Rabano Mauro e incluso a las posiciones más conciliadoras de Jonás de Orleans o Agobardo de Lyon.

## Obras
- Liber in partibus Donati sobre las ocho partes del discurso, a partir del Ars major de Donato.
- Via Regia, en 32 capítulos, uno de los primeros ejemplos del género literario de la instrucción de príncipes en la Edad Media.
- Acta Collatinis Romanae.
- Commentaria In Regula Sanchi Benedicti.
- Diadema Monachorum.
- Vita Operaque, un texto sobre Esmaragdo que se encuentra con otras obras suyas en la Patrologia Latina de Jacques Paul Migne.

## Ediciones
- Las Obras completas de Esmaragdo, salvo su gramática y los Carmina, han sido publicadas por Migne en su Patrologia Latina, volumen CII, disponible en línea Documenta Catholica Omnia.
- Commentaire du Prologue à la Règle de saint Benoît, edición de Alfred Spannagel y Dom Pius Engelbert, Paris, Cerf, 2006.